# Konsulat RP w Detroit
Konsulat RP w Detroit (Consulate of the Republic of Poland in Detroit) – polska placówka konsularna działająca w okresie między- i powojennym w Detroit.
Urząd powołano w 1921 w Detroit w randze Konsulatu RP, który działał do 1945. Po wojnie reaktywowany w 1945 jako Konsulat PRL, zaś po kilku latach działalności zamknięty.
W okresie II wojny światowej funkcjonowała w budynku Konsulatu RP w Detroit placówka Samodzielnej Ekspozytury Wywiadowczej/Samodzielnej Placówki Wywiadowczej w Nowym Jorku Oddziału II Sztabu Naczelnego Wodza (-1943) o kryptonimie „Mandan”.

## Siedziba
Konsulat mieścił się przy 80 E. Garfield Ave. (1922-1932), w domu jednorodzinnym z 1915 przy 7620 Dexter Boulevard (1942-1945).

## Konsulowie
- 1921 – Stanisław Żakowski, sekretarz konsularny, kier. kons.
- 1921-1923 – Jerzy Barthel de Weydenthal (1882-1960)
- 1923-1925[1] – dr Sylwester Gruszka (1891-1956)
- 1925 – dr Zdzisław Chełmicki, wicekonsul, kier. kons.[1]
- 1926-1931[1] – Władysław Kozłowski, konsul
- 1931-1932[1] – dr Jan Lech Byszewski (1893-1963)
- 1942-1945 – Stanisław Angerman (1894-1960)
- 1945-1947 – dr Olgierd Langer, p.o. kier. konsulatu (1896-1970)
- 1947-1952 – Tadeusz Frymar, konsul gen. (1908-)
- 1952-1953 – Zygmunt Krawczyk, p.o. konsula gen.